# Donato Albanzani
Donato Albanzani, conosciuto anche come Donato degli Albanzani, da Pratovecchio o del Casentino (Pratovecchio, prima del 1328 – Ferrara, dopo il 1411), è stato un umanista, grammatico e retore.

## Biografia
Insegnò retorica e grammatica a partire dal 1345 o 1346 a Ravenna, ove ebbe modo di conoscere Giovanni Boccaccio. Successivamente, nel 1356 o forse nel 1357, si trasferì a Venezia dove conobbe Francesco Petrarca.. Stabilitosi a Ferrara nel 1382, fu precettore di Niccolò, figlio di Alberto V d'Este, marchese di Ferrara e Modena,
e nel 1398 fu nominato referendario.
La sua fama è legata all'essere stato uno dei commentatori del Petrarca ed all'aver tradotto in volgare l'opera petrarchesca De viris illustribus e la boccacciana De mulieribus claris.